# Pteridium capense
Pteridium capense là một loài dương xỉ trong họ Dennstaedtiaceae. Loài này được Krasser mô tả khoa học đầu tiên năm 1900.
Danh pháp khoa học của loài này chưa được làm sáng tỏ. 